# Revolução Abecásia
A Revolução Abecásia ocorreu em 2014, quando o presidente Aleksandr Ankvab renunciou depois que centenas de manifestantes invadiram seu escritório. Depois de protestos em massa na capital Sucumi e a ocupação do seu gabinete no dia 27 de maio, Ankvab fugiu para sua cidade natal, Gudauta e, finalmente, renunciou ao cargo em 1 de junho, depois de anteriormente denunciar a manifestação como uma tentativa de golpe de Estado.
O levante foi atribuído a ira pública com Ankvab sobre sua percebida política liberal em relação aos georgianos na Abecásia, uma república separatista com reconhecimento limitado. Embora a Abecásia se separou da Geórgia em 2008, a administração Ankvab permitiu que georgianos se registrassem como eleitores e recebessem passaportes da Abecásia.
A revolução conduziu a uma eleição presidencial antecipada em agosto de 2014. O líder da oposição, Raul Khajimba, foi eleito presidente com uma maioria estreita de votos.